# Justín Javorek
Justín Javorek (Vedrőd, 1936. szeptember 14. – 2021. szeptember 15.)  Európa-bajnoki bronzérmes csehszlovák válogatott szlovák labdarúgó, edző.

## Sikerei, díjai
- Csehszlovákia
  - Európa-bajnokság bronzérmes: 1960